# Sonny Terry
Sonny Terry, (Greensboro, 1911. október 24. – Mineola, 1986. március 11.) amerikai blues- és folkzenész, énekes, szájharmonikás.

## Pályafutása
Sonny Terry Saunders Terrell néven született Greensboróban, Georgia államban. 16 éves korában két különböző balesetben elveszítette látását. Apja megtanította szájharmonikázni. Úgy döntött, hogy bluesénekes és profi szájharmonikás lesz. A durhami utcasarkokon játszott. 1934-ben találkozott Blind Boy Fullerrel, a bluesgitárossal és énekessel. Fuller rávette, hogy költözzön Durhambe, ahol együtt léphetnek fel. A duó népszerű helyi látványosság lett.
1937-ben New Yorkban a Vocalion Records felvételeket készített velük. A következő évben Terryt meghívta John Hammond a Spirituals to Swing egy koncertjére, New Yorkba.
Miután visszatért Durhambe, továbbra is Fullerrel lépett fel. Találkozott leendő partnerével, Brownie McGhee gitáros énekessel. Terry és McGhee együtt lépett fel.
Fuller 1941-es halála később vált véglegessé a kapcsolat. New Yorkban ketten,  külön-külön és együtt is felléptek. Összebarátkoztak olyan folklegendákkal, mint Leadbelly, Woody Guthrie és Pete Seeger.
1946-ban Terry a „Finian's Rainbow” című Broadway produkció szereplőgárdájának tagja lett. Az 1950-es évek közepén csatlakozott a "Cat On A Hot Tin Roof" szereplőgárdájához.
Terry és McGhee turnézni kezdett New Yorkon kívül is. A duó turnézásai és lemezfelvételei folk- és blues körökben ismertté váltak. A '60-as évek elején jelentős folk- és bluesfesztiválokon lépett fel világszerte.
Terry Harry Belafonteval is dolgozott. Turnéi voltak Európa, Ausztrália és Új-Zéland számos vidékén. Ezidőben feszültségek és személyes problémák megviselték Terry és McGhee együttműködését.
A gitáros Johnny Winter összehozott egy csapatot, amelyben Willie Dixon is benne volt.
Sonny Terry a blues óriása volt – az egyik legismertebb és legbefolyásosabb bluesharmonikás. Jellegzetesen éles hangú akusztikus játékát többszáz zenész utánozta. 50 éves pályafutása során olyan szájharmonika stílust határozott meg, amely máig a blues hagyomány része. Terry és McGhee az első blueszenészek között voltak, akik eljutottak a nemzetközi közönséghez.
1986-ban hunyt el, ugyanabban az évben, amikor bekerült a Blues Hall of Famebe.

## Albumok
- Songs for Victory: Music for Political Action (1944)
- Sonny Terry's Washboard Band (1955)
- Folk Songs of Sonny Terry and Brownie McGhee (1958)
- Sonny Terry & Brownie McGhee (1958)
- Blues with Big Bill Broonzy, Sonny Terry and Brownie McGhee (1959)
- Down South Summit Meetin' (1960), Brownie McGhee, Lightnin' Hopkins és Big Joe Williams
- Down Home Blues (1960), és Brownie McGhee
- Blues in My Soul (album, Brownie McGhee és Sonny Terry (1960)
- Brownie's Blues (1960), és Brownie McGhee
- Sonny's Story (1960)
- Last Night Blues (1960, 1961), és Lightnin' Hopkins
- Sonny Is King (1960/62 (1963), és Lightnin' Hopkins et Big Joe Williams
- Blues Hoot (1961, 1963)
- Sonny Terry and His Mouth Harp (1963)
- Chain Gang Special (1965)
- Brownie McGhee, Sonny Terry at The Bunkhouse
- Sing & Play (1966)
- Sonny Terry's New Sound: The Jawharp in Blues and Folk Music, és Brownie McGhee & J. C. Burris (1968)
- A Long Way from Home (1969)
- I Couldn't Believe My Eyes (1969, 1973)
- Sonny & Brownie (1973)
- Robbin' the Grave (1974)
- Whoopin’, és Johnny Winter, Willie Dixon (1984)
- Brownie McGhee and Sonny Terry Sing (1990)
- Whoopin' the Blues: The Capitol Recordings, 1947–1950 (1995)

## Díjak
- 1986: Blues Hall of Fame